# 长花柱山矾
长花柱山矾（学名：Symplocos dolichostylosa）为山矾科山矾属下的一个种。

## 扩展阅读
- 維基物種上的相關：长花柱山矾